# Rachael Yamagata
Pour les articles homonymes, voir Rachael et Yamagata.
Rachael Yamagata (née le 23 septembre 1977 à Arlington en Virginie) est une auteure-compositrice-interprète américaine. Elle joue du piano et a une voix alto.Ses chansons ont apparu sur de nombreuses émissions de télévision et elle a collaboré avec Jason Mraz, Rhett Miller, Bright Eyes, Ryan Adams, Toots and the Maytals et Ray Lamontagne .

## Enfance
Fille de parents divorcés, Yamagata passe son enfance entre son père, un avocat américano-japonais diplômé de l'université Harvard et basé à Washington DC; et sa mère, une artiste-peintre italo-allemande de New York. Yamagata obtient son diplôme à l'école pour filles d'Holton-Arms à Bethesda (Maryland), et se présente à la Northwestern et au Vassar College.

## Carrière musicale

### Bumpus
Yamagata devint la chanteuse du groupe  funk-fusion Bumpus originaire de Chicago, passant 6 ans à écrire et enregistrer 3 albums avec le groupe et faisant une tournée. En 2001, après avoir écrit un certain nombre de chanson qui n'allait pas au style funk du groupe, elle les conserve et commence une carrière solo. En septembre 2002, elle signe pour deux enregistrements avec Arista Records et son EP produit par Malcolm Burn, Rachael Yamagata Ep a été réalisé en octobre 2003.

### Carrière solo
Elle fait une apparition dans le deuxième album de Jason Mraz, chantant avec lui la chanson "Did You Get My Message?". Elle a aussi chanté "Fireflies" et "The Believer" sur le CD solo de Rhett Miller, "Barfly" sur "Till The Sun Turns Black" de Ray Lamontagne et "Let it Ride", "Cold Roses", et "Friends", dans Cold Roses de Ryan Adams.
Son premier véritable album, Happenstance, paraît en juin 2004. Il est produit par John Alagia (Dave Matthews, John Mayer, Ben Folds Five). Plusieurs membres du groupe klezmer américain The Klezmatics jouent sur "I Want You". Des vidéos sont tournées pour le premier et second single "Worn Me Down" et "1963". Son titre "I'll find a way" a été repris dans la série espagnole "los serrano" pour illustrer la mort fictive de l'actrice principale : Belén Rueda.
Yamagata a été invitée en guest star sur l'album True Love de Toots and the Maytals, qui a gagné le Grammy du meilleur album reggae en 2004, et qui inclut de nombreux musiciens notables dont Willie Nelson, Eric Clapton, Jeff Beck, Trey Anastasio, Gwen Stefani / No Doubt, Ben Harper, Bonnie Raitt, Manu Chao, The Roots, Ryan Adams, Keith Richards, Toots Hibbert, Paul Douglas, Jackie Jackson, Ken Boothe, et The Skatalites.
Yamagata contribua aussi a une chanson dans l'album de 2007 de Mandy Moore, Wild Hope. Elle fait une tournée  en première partie de Moore aux États-Unis.
Le film de 2005 Sisterhood of the Traveling Pants comprend la chanson "Be Be Your Love". Cette chanson figure également dans un épisode de la saison 2 des Frères Scott ("La plus belle pour aller danser").
Le film de  2005 Petites Confidences (à ma psy), avec Uma Thurman et Meryl Streep comprend la chanson I Wish You Love.
Le film de 2005 In Her Shoes, avec Cameron Diaz inclus Collide.
Le film de 2005 Rencontres à Elizabethtown, avec Orlando Bloom et dirigés par Cameron Crowe comprend Jesus Was A Cross Maker extrait de Judee Sill'.
Dans le 11e épisode de la saison 2 ("Une deuxième chance") de l'émission The O.C., elle joue sur la scène du Bait shop la chanson "Reason Why" (2005).
Le film de 2006 The Last Kiss, avec Zach Braff comprend la chanson Reason Why.
En 2007, la preview de la cinquième saison de "The L Word" comprend la chanson Be Be Your Love.
Le film de 2007 Holiday in Handcuffs, avec Melissa Joan Hart comprend la chanson I Want You.
Le film de 2007 Bella, avec Eduardo Verástegui et Tammy Blanchard se termine très joliment avec la chanson Meet Me By The Water.
Le 10e épisode de la saison 5 de The L Word (2008) comprend la chanson "The Otherside".
Le 17e épisode de la saison 5 de Grey's Anatomy (2009) comprend la chanson "Duet" en duo avec Ray Lamontagne.
Le 13e épisode de la saison 1 de Life Unexpected (2010) comprend la chanson "Duet".
OTS du drama coréen Something In The Rain (2018) dans sa partie 1 comprend la chanson “Something in the Rain”, et dans sa partie 2 la chanson « La La La ».
OTS du drama coréen One Spring Night (2019) dans sa petite 1, épisodes 1, 2 & 3 comprend la chanson “No Direction”.

## Discographie

### Album Studio
- Happenstance (2004)
- Elephants...Teeth Sinking Into Heart (2008)
- Chesapeake (2011)
- Acoustic Happenstance (2016)
- Tightrope Walker (2016)

### EP
- Rachael Yamagata EP (2003)
- Live at the Loft & More (2005)
- Heavyweight (2012)

### Singles
- "Worn Me Down"
- "Letter Read"
- "1963"
- "Be Be Your Love"
- "Elephants"
- "Faster"
- "Sunday Afternoon"

### Live/Compilations
- Japan 2005 Tour Sampler
- Live at the Bonnaroo Music Festival (2004), réalisé exclusivement sur Bonnaroo
- Sony Connect Sets (2005), réalisé exclusivement sur Sony Connect
- KCRW Sessions: Rachel Yamagata (2005), réalisé exclusivement sur iTunes
- Napster session: Rachael Yamagata (2005), réalisé exclusivement sur Napster

### Bumpus
- Bumpus (1999)
- Steroscope (2001)

### Autres contributions
- Ryan Adams - Cold Roses (2005)
- Bright Eyes - Four Winds (2007)
- Bright Eyes - Cassadaga (2007)
- Jason Mraz - Did You Get My Message?
- Mandy Moore - Wild Hope (2007)
- toots and the maytals - "Blame on Me" - compilation'true love' (2004)